# 古爾德峰
古爾德峰（英語：Gould Peak），是南極洲的山峰，位於愛德華七世地，處於滕南特峰以北2公里，屬於洛克菲勒山脈的一部分，在1929年由美國探險隊發現，現時由南極條約體系管理。